# L'Instant zéro
 (septembre 2012).

L'Instant zéro (The Zero Hour) est un roman de Joseph Finder paru en 1996 et traduit en français en 1998.

## Résumé
Baumann, 40 ans, s'évade d'une prison sud-africaine où il était depuis 6 ans. Il va à Genève, chez Malcolm, milliardaire américain qui l'a fait évader. Cependant, un projet d'attentat est découvert à New York par le FBI, et Sarah y déménage pour s'en occuper. Baumann est suspecté. Il va à New York en fraude et tue un agent du FBI. Un détonateur à l'adresse de son pseudo est intercepté à l'aéroport. Sarah s'éprend de Baumann sans savoir que c'est lui. Il tue Peter, l'ex de Sarah. Une photo de Baumann parvient au FBI et Sarah le reconnaît. Il place une bombe dans une banque et prend Jared, fils de Sarah, en otage. Le FBI neutralise la bombe, libère Jared et tue Baumann. Sarah est promue au quartier général du FBI.